# Pudob
Pudob este o localitate din comuna Loška dolina, Slovenia, cu o populație de 223 de locuitori.